# Geneviève Claisse
Pour les articles homonymes, voir Claisse.
Geneviève Claisse, née le 17 juillet 1935 à Quiévy (Nord) et morte le 30 avril 2018 à Dreux (Eure-et-Loir), est une peintre abstraite géométrique.

## Biographie
Sa vocation picturale naît à la lecture de la revue Art d'aujourd'hui, tribune de l'abstraction géométrique.
En 1953, elle rencontre Auguste Herbin, dont elle est parente et dont elle devient l'assistante en 1959, après qu'il a été atteint d'hémiplégie.
Ses premières expositions ont lieu en 1958 à Paris et Cambrai. En 1961, elle rencontre Denise René, qui l'expose régulièrement dans ses galeries.
En 1961, Geneviève Claisse expose des œuvres construites. Elle sera représentée en permanence d'une exposition à l'autre : Paris, Copenhague, Leverkusen, Lausanne, Londres. C'est en 1964 qu'apparaît sous le titre Terre-siècle le thème des cercles, dont elle développera les innombrables potentialités sans en modifier le graphisme. Issu des recherches sur ce thème, l'album de sérigraphies Cercles, édité en 1967, illustre cette période.
Peu avant le thème Cercles, étaient apparues d'autres formes simples, autonomes comme lui de la composition traditionnelle et des procédés combinatoires : Les Triangles. En 1964, elle est en mesure de donner à ses cercles et à ses triangles les dimensions architecturales qui leur conviennent : c'est l'ensemble mural du halle de la société SCAC dont l'immeuble moderne domine les quais de la Seine à Puteaux.
En 1965, la Biennale de Paris distingue sa participation en rouge en blanc Alpha-Ville et en noir et blanc Situations. Les nouvelles dimensions, la permutation ne se font pas aux dépens de la forme qui garde toute sa signification, ni de la composition. La construction reste synthétique, clairement et globalement dominée par l'auteur, pour qui la technique est au service de la création et non l'inverse.
En janvier 1967 le musée des beaux-arts de La Chaux-de-Fonds expose des œuvres des dix années écoulées. À l'exposition universelle de Montréal, elle réalise la décoration le bassin du pavillon français.
Elle représente la France à l'Association internationale des arts plastiques (Unesco) entre 1986 et 1995.
En 1993, elle publie un catalogue raisonné de l'oeuvre d'Auguste Herbin, qui lui a demandé dix ans de travail et pour lequel elle reçoit le prix Elie-Faure 1994.
En 2015, le musée Matisse du Cateau-Cambrésis présente une rétrospectives des œuvres de Geneviève Claisse. Elle réalise une œuvre in situ pour l'exposition.
En 2018, elle préparait une exposition à Londres.

## Principales expositions personnelles
Geneviève Claisse a participé aux expositions suivantes :
- Galerie Caille, Cambrai (1958)
- Galerie Heller, Paris (1958)
- Galerie Denise René, Paris (1961)
- Galerie Hybler, Copenhague (1961)
- Musée des Beaux-Arts, La Chaux de Fonds (1967)
- Galerie Denise René, Paris (1968)
- Estudio Actual, Caracas (1969)
- Galerie Du Bose, Houston (1970)
- Galerie Denise René, Paris (1970)
- Galerie D'Eendt, Amsterdam (1971)
- Galerie Center, Anvers (1971)
- Pollock Gallery, Toronto (1971)
- Galerie Gromholt, Oslo (1971)
- Galerie Claude Bollack, Strasbourg (1972)
- Galerie Liatowitsch, Bâle (1974)
- Galerie Denise René, New York (1974)
- "L'Atelier", Ecluzelles (Eure-et-Loir) (1976)
- Galerie Denise René, Paris (1978)
- Musée d'Art Contemporain, Caracas (1978)
- Galerie Santoro, Rome (1980)
- Galerie Denise René, Paris (1981)
- Musée Matisse, Le Cateau-Cambrésis (1982)
- Galerie Dorval, Arras (1983)
- Galerie Le Sacre du Printemps, Bruxelles (1984)
- Galerie Denise René, Paris (1985)
- Galerie Tobias Loeffel, Bâle (1988)
- Musée Matisse, Le Cateau-Cambrésis (1989)
- Galerie Denise René, Paris (1989)
- Galerie Franka Berndt, Paris (1989)
- Le plein et le délié, Galerie César, Lilliers (1996)
- Finartis Kunsthandels, Zug (1997)
- Espace Fanal, Bâle (2000)
- Galeries Lavignes-Bastille, Paris (2000)
- Musée Matisse, Le Cateau-Cambrésis (2015)[2]
- Galerie A&R Fleury, Paris (2022)[11]

## Hommage
La commune du Touquet-Paris-Plage, qui a accueilli les œuvres de Geneviève Claisse, lui rend hommage en apposant une plaque, avec la signature et les empreintes des mains de l'artiste, sur le sol du jardin des Arts.